# AZ, un fatto come e perché
AZ: un fatto come e perché (sigla grafica: Azeta - un fatto: come e perché; sigla musicale di Woody Herman, Hard to keep my mind on you) è stato un rotocalco televisivo prodotto dalla Rai ed improntato a rotocalco giornalistico, andato in onda per sette stagioni sull'allora Programma Nazionale, dal 3 gennaio 1970 al 31 luglio 1976.

## Descrizione
Era organizzato in maniera monotematica e affrontava in ogni puntata un diverso argomento di attualità sviscerato in ogni suo aspetto, con dibattiti in studio e materiale registrato in esterni.
Curato da Leonardo Valente, Salvatore Biamonte e Luigi Locatelli, andava in onda il sabato sera in seconda serata (ore 22).
Nella sostanza, lo scopo della trasmissione era ricostruire - secondo il modello dell'analisi giudiziaria di cultura anglosassone - una "verità" plausibilmente condivisa riguardo ad uno specifico tema.
Regista del programma era Enzo Dell'Aquila; conduttore in studio Ennio Mastrostefano, che si alternava con Paolo Bellucci. Fra i collaboratori abituali Bruno Ambrosi ed Emilio Ravel.

## Argomenti
Tra i vari argomenti trattati dal programma figurano:
- Cancro
- Biafra
- Nigeria
- Cassius Clay
- Ospedali psichiatrici
- Mercanti d'arte
- Antimafia
- Padre Pio da Pietrelcina
- Risiera di San Sabba